# 道の駅鷲の里
道の駅鷲の里（みちのえき わしのさと）は、徳島県那賀郡那賀町にある徳島県道19号阿南鷲敷日和佐線の道の駅である。
道の駅は1995年（平成7年）に登録申請された。

## 施設
- 太龍寺ロープウェイ鷲の里駅
- 駐車場
  - 普通車：150台
  - 大型車：10台
  - 身障者用：3台
- トイレ

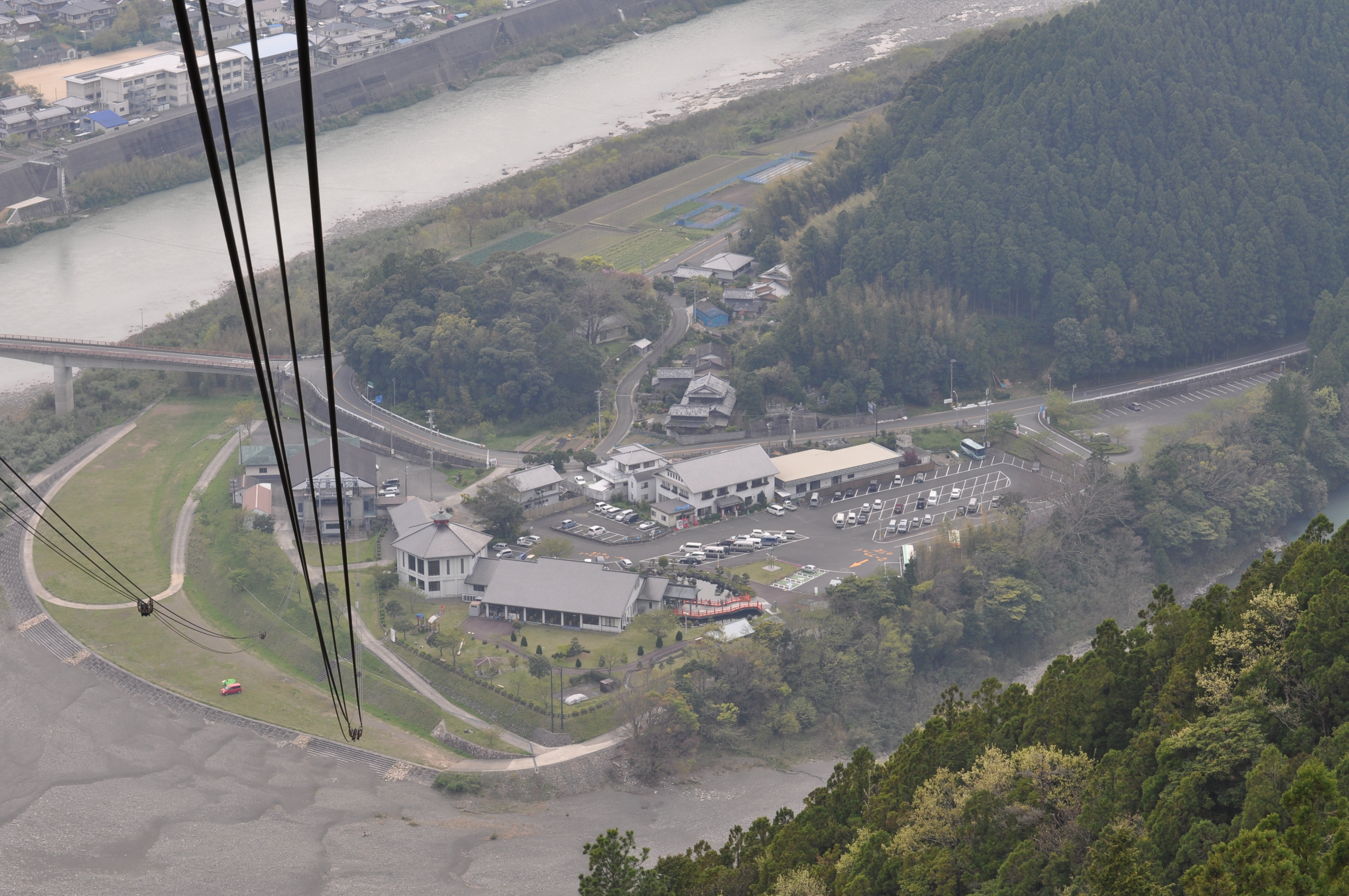
鷲の里駅と那賀川

  - 男：大 5器（2器）、小 11器（4器）
  - 女：11器（6器）
  - 身障者用：1器（1器）

※（）内は、外にトイレ棟で24時間利用可能
- EVスポット（電気自動車用充電器）
- 公衆電話：1台
- レストラン
- 観光物産センター
- 敷地内の宿：いやし亭心空koku

## 休館日
- 年中無休

## アクセス
- 徳島県道19号阿南鷲敷日和佐線 - 登録路線
  - 国道195号

海抜600メートルの山上に所在する太龍寺への直通路である太龍寺ロープウェイは1992年（平成4年）7月に完成した。乗り場の鷲の里駅が設置されており、山頂と山麓の結節点の役割を果たす。同ロープウェイは西日本最長の規模であり、四国八十八箇所を巡礼する遍路で賑わっている。

## 周辺
- 四国霊場第21番太龍寺
- 四国霊場第20番鶴林寺
- 蛭子神社
- 氷柱観音
- お松大権現
- 那賀川
- わじきライン
- 午尾の滝
- 若杉山辰砂採掘遺跡
- 道の駅わじき
- 那賀町役場
- 徳島県立那賀高等学校
- エキサイティング・サマー・イン・ワジキ
- 徳島県南部健康運動公園（アグリあなんスタジアム）